# Грийнуд (окръг, Южна Каролина)
Вижте пояснителната страница за други населени места с името Грийнуд.
Окръг Грийнуд (на английски: Greenwood County) е окръг в щата Южна Каролина, Съединени американски щати. Площта му е 1199 km², а населението – 69 351 души (1 април 2020). Административен център е град Грийнуд.